# المرر
المرر (به عربی: المرر) یک منطقهٔ مسکونی در امارات متحده عربی است که در دبی، امارات واقع شده‌است.